# Hillebrandt Hugó
Hillebrandt Hugó (angolul: Hugo Hillebrandt) (Délkelet-Magyarország, Magyarország, 1829. – Brooklyn, New York, N. Y., 1896. április 7.) magyar, olasz és amerikai szabadságharcos. Amerikai konzul Krétán.

## Életútja
Az 1848–49-es forradalom és szabadságharcot megelőző időszakban osztrák katonai előkészítő iskolában tanult, a magyar szabadságharc kezdetén azonnal beállt honvédnek, s hamarosan hadnagyi beosztásban harcolt. A világosi fegyverletétel után Törökországba, majd Amerikába menekült, az államokban a partmérő (coast survey) szolgálatban nyert alkalmazást. Innen visszatért Európába, s Giuseppe Garibaldi vezetése alatt részt vett annak szicíliai hadjárataiban.
1860 telén visszatért Amerikába, s Fort Sumter bombázása után jelentkezett a New York-i Garibaldi Guard-ba, a későbbi 39. New York-i önkéntes gyalogezredbe, 1862-ben nevezték ki őrnaggyá ugyanebben az ezredben. Hillebrandt őrnagy a Bull Run-i, Cross Keys-i, gettysburgi, a North Anna folyó menti és más csatákban vett részt, a Bull Run-i és a gettysburgi csatákban meg is sebesült. 1863 novemberében az ezred az éjjelt és a nappalt is a szabad ég alatt jeges esőben töltötte, a sebesült, gyenge egészségű Hillebrandt Hugó 1863. december 10-én meg kellett, hogy váljon a közvetlen harci cselekményektől.
1864. február 2-án századosi rangban a washingtoni veterán tartalék hadtesthez osztották be. Innen 1866-ban Észak-Karolinába rendelték, s a rabszolgaság alól felszabadított négerek ügyeit intéző hivatal vezetésével bízták meg. Itt dolgozott 1868 januárjáig, a hivatal megszűntéig. Ezt a sokszor terhes kötelességekkel járó hivatalt mindenkinek teljes megelégedésére töltötte be. 1869 március 1-jén Andrew Johnson elnök címzetes ezredesnek nevezte ki a csatákban való hősies helytállásáért, katonai szolgálataiért.
Még szintén 1869-ben Andrew Johnson elnök utóda Ulysses S. Grant elnök kinevezte az Amerikai Egyesült Államok Kréta szigeti konzuljává Candia székhellyel. Itt nősült meg, a Kréta szigeti osztrák konzul lányát vette feleségül. 1874-ig töltötte be hivatalát, saját javaslatára a konzulátust megszüntették.
1896-ban halt meg Brooklynban régi barátjának, Robert Avery nyugalmazott tábornoknak a lakásában.